# Merlon (fortification)
Pour les articles homonymes, voir Merlon.
Merlon ou carnel est un terme d'architecture, en particulier de l'architecture médiévale, qui désigne les parties pleines d'un parapet situées entre deux créneaux. Toutefois le nom de créneau a autrefois désigné indistinctement les vides laissés entre les merlons ou les merlons eux-mêmes.
Lors de la lutte entre les guelfes et gibelins, dans l'Italie médiévale, les  murs des villes ralliées au parti gibelin avaient des parapets dotés de merlons en forme de queue de poisson, dite « queue-d’aronde » ( queue d’hirondelle), pour manifester leur ralliement à cette faction fidèle à l'empereur et opposée au pape. D'autres formes de merlons ont été employées, avec sommet gothique, arrondi, pointu...

## Illustrations

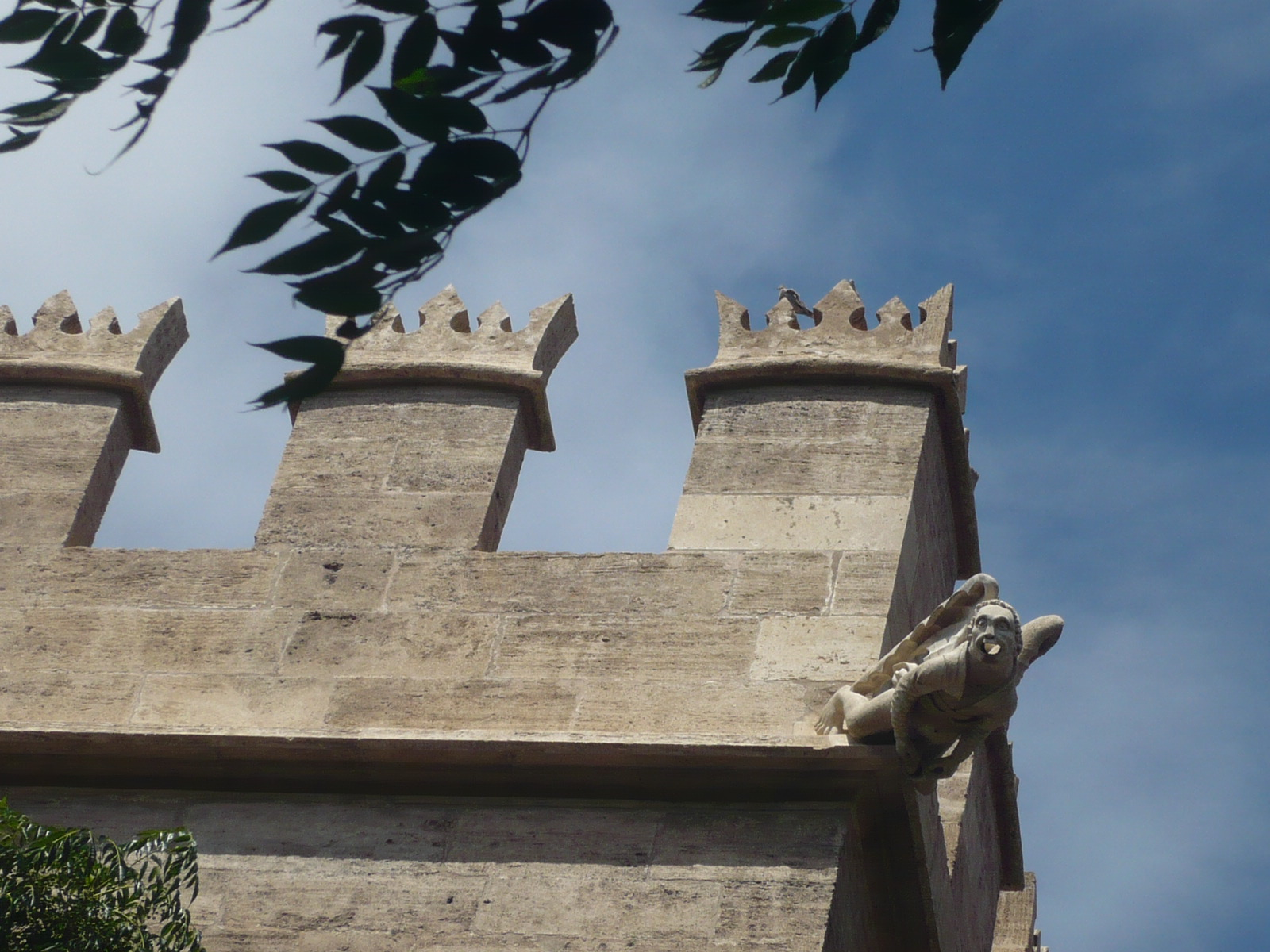
Merlons gothiques surmontés de couronnes à la Loge de la soie de Valence.
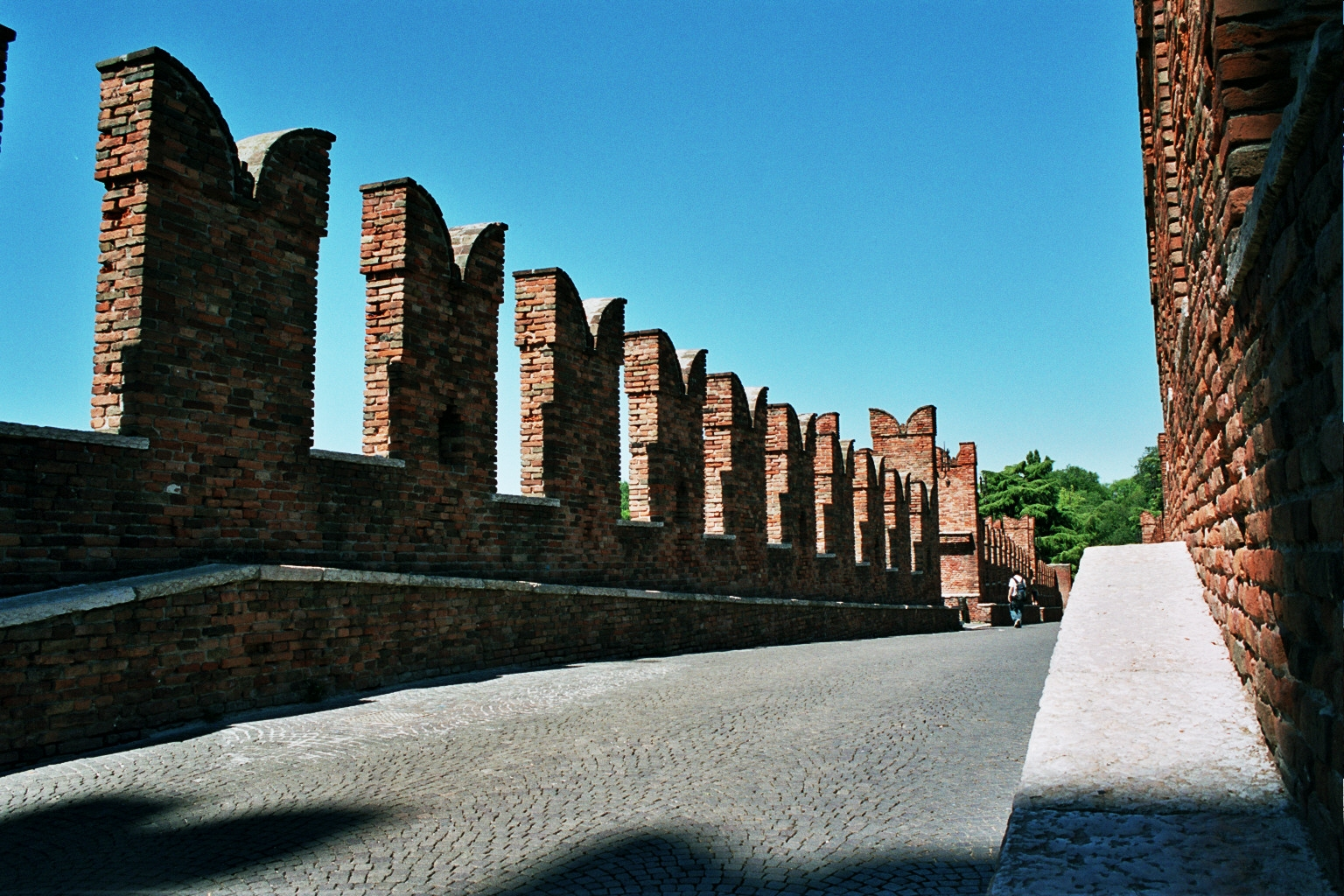
Merlons guelfes en queue-d'aronde du pont Scaligero à Vérone.
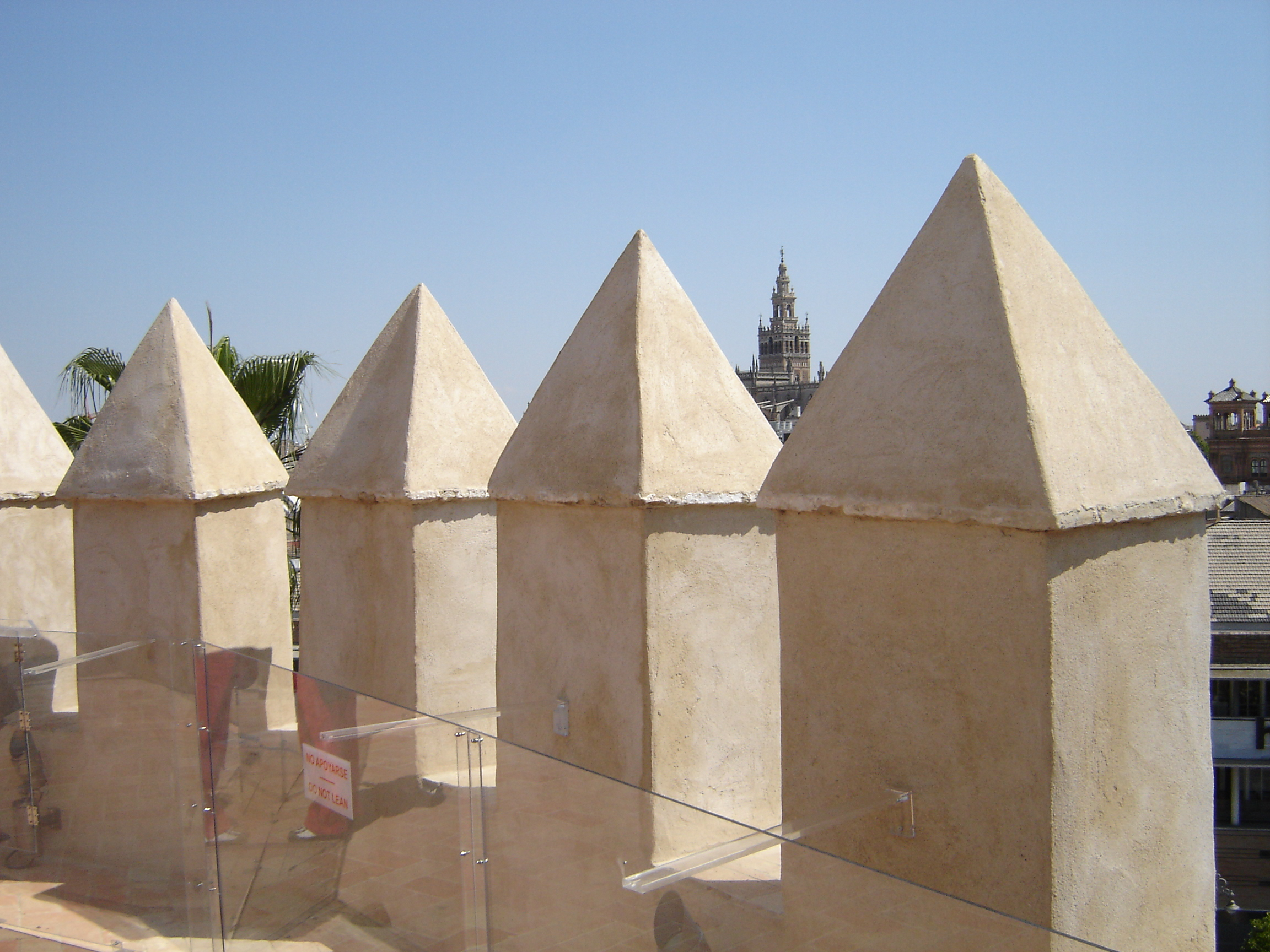
Merlons de la Torre del Oro de Séville.
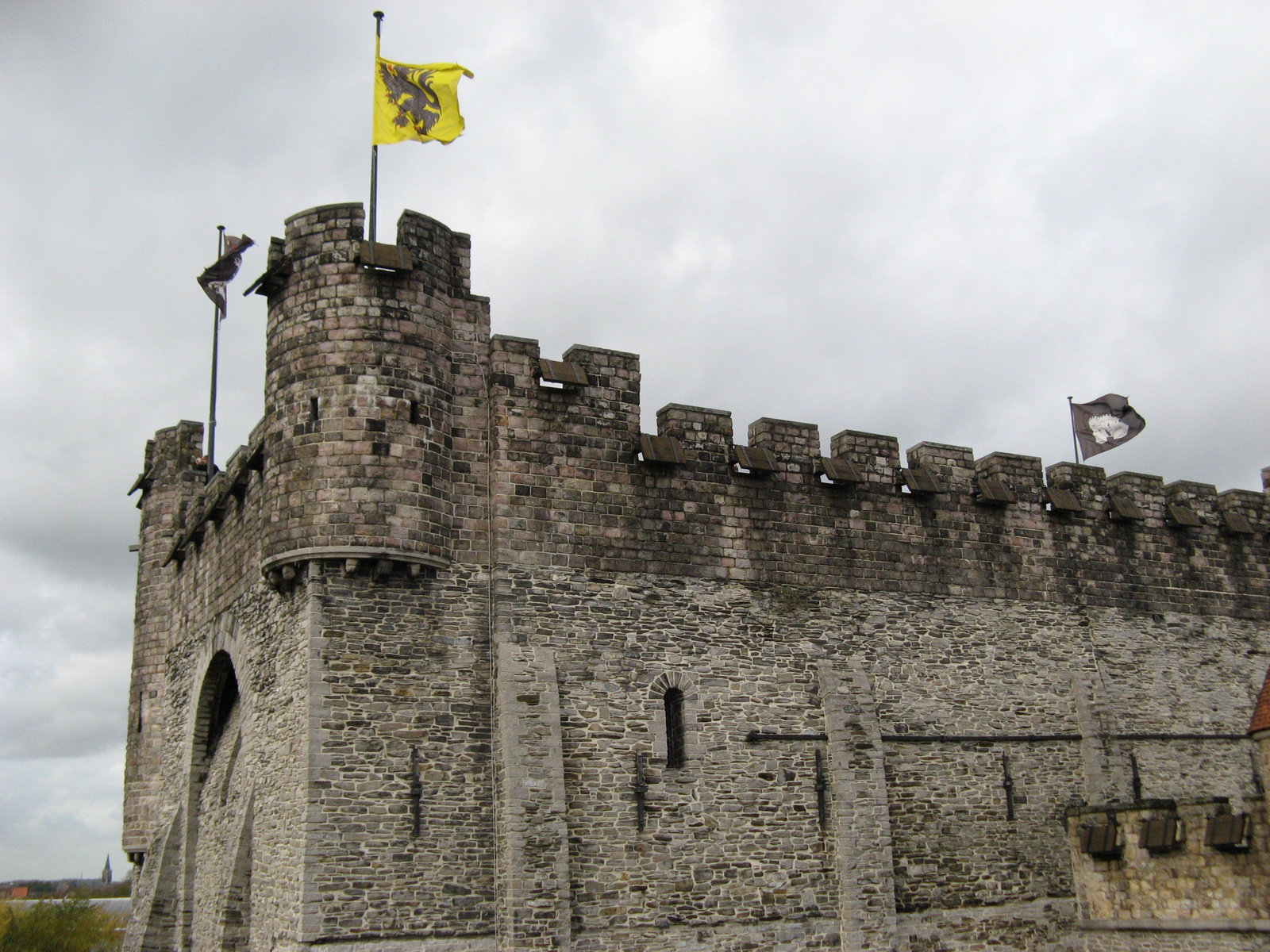
Merlons du château des comtes de Flandre (Gand).
Merlons et portière, illustrés par l'architecte Carlo Nigra (1856-1942).